# دین در مالزی
دین در مالزی (۲۰۲۰)الگو:My10
دین در مالزی، مالزی کشور چند مذهبی است که دین رسمی آن اسلام است. بر اساس سرشماری جمعیت و مسکن سال ۲۰۲۰، ۶۳٫۵ درصد پیرو اسلام، ۱۸٫۷ درصد پیرو بودیسم، ۹٫۱ درصد پیرو مسیحیت، ۶٫۱ درصد هندوئیسم و ۲٫۷ درصد بقیه، پیرو ادیان دیگر یا فاقد اطلاعات هستند. مابقی با اعتقادات دیگر، از جمله زنده انگاری، دین عامیانه، آیین سیک، بهائیت و سبک‌های اعتقادی دیگر در نظر گرفته می‌شوند. ایالت‌های ساراواک، پنانگ و قلمروی فدرال کوالا لامپور دارای اکثریت غیر مسلمان هستند. تعداد افرادی که در مالزی خود را خداناباور معرفی می‌کنند، بسیار کم هستند، دولت به همراه برخی از اعضاء کابینه که اظهار می‌کنند «حق انتخاب دین، رها کردن دین نیست»، از سوی سازمان‌های حقوق بشر به خاطر سیاست حکمرانی تبعیض علیه بی‌خدایان مورد نکوهش قرار گرفته است.